# 上野壮大
上野 壮大（うえの そうた）は、日本の男性アニメ演出家、アニメ監督。

## 人物
上野は、心情を直接的に示すのではなく、間接的な手法で視聴者に感じさせる考え方を重視している。『義妹生活』第1話では、キャラクターが動揺や意図を「隠してしまう」点を強調し、視聴者にキャラクターの内面を想像させる余地を与えたと説明している。『佐々木と宮野』でも、佐々木と宮野が相手を想い続ける持続性や一瞬の途切れを芝居で表現したと述べ、直接的な描写よりも感情の流れを重視したと語っている。
また、上野は作品を制作するうえで、視聴者に解釈の余地を与え、長く記憶に残る作品を目指している。『義妹生活』第7話では、沙季が「少しだけ機嫌が良い」理由を明示せず、視聴者が受け止めることを期待したと述べ、観続けてきた視聴者なら理解できるとの信頼を示している。『佐々木と宮野』では、映像ソフトの楽しみ方として、観終わった後に時間をおいて再視聴し、新たな感情に気づく体験を提案し、「宝物」になってほしいと語っている。

## 参加作品

### テレビアニメ
2017年
- 昭和元禄落語心中 -助六再び篇-（制作進行）
- カブキブ!（制作進行）
- 鬼灯の冷徹 第弐期（ - 2018年、絵コンテ・演出・制作進行）

2018年
- はたらく細胞（演出）
- 軒轅剣 蒼き曜（演出・原画）

2019年
- 胡蝶綺 〜若き信長〜（演出）
- Fairy gone フェアリーゴーン（OPアニメーション協力・OP作画演出・演出・原画）

2020年
- 神様になった日（画コンテ・演出）

2021年
- はたらく細胞!!（絵コンテ・演出）

2022年
- 佐々木と宮野（助監督・絵コンテ・演出・OPED演出）

2024年
- 義妹生活（監督・絵コンテ・OP絵コンテ・演出・OP演出）

2026年
- 死亡遊戯で飯を食う。（監督）

### 劇場アニメ
- 映画 佐々木と宮野ー卒業編ー（2022年、助監督[22]）
- 劇場版 Collar×Malice -deep cover-（2023年、絵コンテ・演出）